# リナ・パーク
リナ・パーク（Lena Park、 Park Jung-Hyun、1976年3月23日 - ）は、韓国系アメリカ人の歌手。1998年、韓国でデビュー。日本デビューは2002年(ソロとしては2004年)。「R&Bの妖精」や「アジアのディーバ（歌姫）」と呼ばれている。所属はkakaoM（旧LOENエンターテインメント）の子会社 『文化人 (MUN HWA IN)』、日本事務所はヒップランドミュージック。

## 略歴
アメリカのロサンゼルス生まれ。コロンビア大学卒（英文学専攻）、父は牧師、母は看護師で、1男2女の長女。幼い頃から父の教会でコーラスを歌い、米国内のゴスペルコンテストで何度も優勝、1993年には最初のゴスペル・アルバムを出した。
1998年、第1集の『Piece』で韓国デビューし、50万枚以上を売った。韓国で1万人規模コンサートチケットが即日完売する程の人気に。
2002年にはサッカーワールドカップの公式テーマソングにBrown Eyesと共に韓国代表として参加。開会式と閉幕式で、日本側のCHEMISTRY、Soweluと共にVoices of KOREA/JAPANとして「Let's get together now」を歌った。
2004年11月25日、日本でソロデビューを果たす。
2005年日韓友情年のテーマソング「Dance with me」をCHEMISTRYとともに歌う。日本発売シングル『Gold』の英語版『The Gold Within』が、映画「LOVEHOTELS」で、初の日本映画の主題歌になる。
2006年10月、シングル「愛のジェラシー」をユニバーサルミュージックより発売。
2007年6月、シングル「祈り〜You Raise Me Up」をリリース。TVアニメ『ロミオ×ジュリエット』のオープニングテーマとなった。この曲は『You Raise Me Up(ユー・レイズ・ミー・アップ)』に、日本語詞を書き下ろしたもの。
2010年5月　米コロンビア大学卒業時、Magna Cum Laude 受賞。卒業式で米国国歌を歌う。
2024年3月20日、ソウルの高尺スカイドームで開催されたMLBソウルシリーズにおいて、アメリカ国歌『星条旗 (国歌)』と韓国国歌『愛国歌 (大韓民国)』の両方を独唱した。始球式を務めたのは朴賛浩だった。。

## ディスコグラフィー

### シングル
- FALL IN LOVE（2004年11月25日）
  1. FALL IN LOVE TBS系列COUNT DOWN TVオープニングテーマ
  2. 月（FALL IN LOVE Korean Version）
  3. This Love（FALL IN LOVE English Version）
  4. 夢の中で（Acoustic Version）
- Sanctuary（2005年5月18日）
  1. Sanctuary
  2. Love Come Back　愛を待ちわびて（English Version）
  3. 迷子　Sanctuary（Korean Version）
- すべてのものにあなたを思う（2006年2月22日）
  1. すべてのものにあなたを思う
  2. The City
- MUSIC（2006年3月24日）
  1. MUSIC
  2. Out of Reach
- 危うい話（「Out of Reach」の韓国語版）
- Gold（2006年5月24日）
  1. Gold
  2. The Gold Within
  3. Beautiful you（English Version）
- 愛のジェラシー（2006年10月4日）
  1. 愛のジェラシー
  2. Jealousy（English Version）
  3. 愛のジェラシー（Radio Edit)
- 祈り〜You Raise Me Up（2007年6月20日）
  1. 祈り〜You Raise Me Up (日本語歌詞)
  2. You Raise Me Up
  3. 祈り〜You Raise Me Up(Instrumental)

（TVアニメ『ロミオ×ジュリエット』オープニングテーマ）

### アルバム
- Piece（1st Album / 1998年3月27日）
  1. Intro
  2. 私の一日
  3. P.S. I Love You
  4. 2geTHer
  5. 反転
  6. The Player(Featuring Players)
  7. 久しぶりに（Acoustic Version）
  8. この頃君は...
  9. 愛より深い傷（Duet with イム・ジェボム）
  10. Interlude
  11. もう一度受け入れてくれる？
  12. 久しぶりに（R&B Version）

- A Second Helping (2nd Album / 1999年3月26日)
  1. 夢中人
  2. 目に何かが
  3. 手紙出すわ
  4. 前夜祭
  5. 私たちが見える
  6. 告白
  7. 友達のように
  8. 別れたあとのはじまり
  9. もう二度とないでしょう
  10. もう帰してあげる
  11. 風に散る花
  12. Ordinary

- naturally (3rd Album / 2000年10月18日)
  1. Nothing...
  2. You Mean Everything To Me
  3. 10分前に
  4. いつも青い
  5. 純情
  6. がんばれ!!!
  7. Black Diary
  8. 嫌よ
  9. 嘘のように
  10. It's Me
  11. Better Now
  12. 今はなんでもない

- Forever (Special Album / 2001年5月6日)
  1. intro
  2. 3:30 AM
  3. 最後の時間
  4. 誤解よ
  5. One Summer Night 97'
  6. 初雪
  7. どうしよう
  8. 私の中の懐かしさ
  9. ずる賢いあなた
  10. Baby's Groove
  11. We are Friends
  12. Outro

- The Romantic Story of Park Jung Hyun (Best Album / 2002年10月24日）
  1. Nothing...
  2. 夢中人
  3. 久し振りに (Acoustic Version)
  4. 愛より深い傷
  5. Black Diary
  6. 私の一日
  7. 手紙出すわ
  8. You Mean Everything To Me
  9. もう二度とないでしょう
  10. P.S. I Love You
  11. 友達のように
  12. 前夜祭
  13. いつも青い
  14. がんばれ!!!!

- Op.4 (4th Album / 2002年6月15日)
  1. Plastic Flower
  2. 夢で
  3. Someone
  4. 愛を待ちわびて
  5. 生活の発見
  6. Ugly duckling
  7. 美容院で
  8. 君のガールフレンドは本当にきれいだ
  9. Lazy
  10. 別れに行く道
  11. 震える
  12. 私のお母さん
  13. PUFF

- Op.4 Concert Project (Live Album/ CD&DVD 2003年)

- another piece（"Op.4"の日本盤 / 2004年11月25日)
  1. Plastic Flower
  2. FALL IN LOVE
  3. 夢の中で... 〜In Dreams
  4. Someone
  5. ANN（English Version)
  6. 愛を待ちわびて 〜Love Come Back
  7. It's Gonna be Okay
  8. Ugly Duckling
  9. Cut
  10. Your New Girlfriend
  11. Lazy
  12. On the Way to the End
  13. Shake It Up
  14. Mother in my mind
  15. PUFF

- On & On (5th Album / 2005年2月3日)
  1. Ode
  2. 美しい君を
  3. Long Goodbye
  4. 月
  5. Miracle
  6. 見つけるよ
  7. 未来
  8. そうしないでください
  9. 今日なら
  10. 迷子
  11. Singling
  12. Very Thought
  13. Ghost
  14. Miss Havisham's Waltz

- Beyond the line ("On & On"の日本盤 / 2005年5月18日)
  1. Ode
  2. Beautiful you (English Ver.)
  3. Long Goodbye
  4. Miracle (English Ver.)
  5. My Superman
  6. Future
  7. Please Don't
  8. That day will come
  9. Sanctuary
  10. Singling
  11. Very Thought
  12. Ghost
  13. Miss Havisham's Waltz
  14. Dance With Me (KOREA/JAPAN Ver.) Performed by CHEMISTRY & Lena Park
  15. Po Karekare Ana from O.S.T. "Crying Fist"

- Cosmorama（コスモラマ / 2006年6月21日）
  1. Gold
  2. Last Kiss
  3. すべてのものにあなたを思う
  4. MUSIC
  5. 誰よりも
  6. Moonlit Night
  7. Love Come Back〜愛を待ちわびて〜
  8. Spring Morning
  9. Eternal Moments
  10. This Love
  11. STEPS
  12. The Gold Within

- Come to where I am (6th Album / 2007年12月11日)
  1. Funny Star
  2. 눈물빛 글씨 （涙色の字）
  3. 달아요 （甘いわ）
  4. 마음이 먼저   （心が先）
  5. The Other Side
  6. Hey Yeah
  7. 믿어요  （信じてる）
  8. 헤어짐은 못됐어요  （別れられないの）
  9. 우두커니  （ぼんやりと）
  10. 순간  （瞬間）
  11. Smile
  12. Everyday Prayer

- 10 Ways To Say I Love You (7th Album / 2009年2月26日）
  1. チカチカ
  2. 清純可憐なリナ・パーク
  3. 私みたいな人君みたいな人(feat.ユン・ミレ)
  4. 触れてください
  5. 秘密（タイトル曲）
  6. Sunday Brunch
  7. 悲歌
  8. 愛はこんなんじゃないのに...
  9. 会いに行く途中

- 10 Ways To Say I Love You (7th Album Repackage Edition / 2009年6月12日）第7集に次の2曲が加えられたリパッケージ版
  1. Tears For You
  2. 私みたいな人君みたいな人(feat.ユン・ミレ)Remix Ver.

- 不朽の名作（第1集「Piece」、第2集「A Second Helping」、第3集「naturally」をパッケージにしたCDセット / 2009年11月17日）

- COVER ME VOL. 1 [スペシャルベストアルバム]（2010年11月18日）
  1. You Mean Everything to Me
  2. Everything Everything! (Reprise)
  3. 手紙書きます
  4. P.S. I Love You
  5. 夢中人
  6. 私の一日(Live)
  7. Vincent
  8. 風に散る花(Live)
  9. ただ見守っていて(あのバカ) (Bonus Track)
  10. "The Gold Within (Cosmorama version)" (Bonus Track)

- Parallax (8th Album / 2012年6月19日）
  1. 그렇게 하면 돼 (そうすれば良い)
  2. 실감 (実感)
  3. 도시전설 (都市伝説)
  4. 미안해 (ごめんね) (タイトル曲)
  5. Raindrops
  6. 서두르지 마요 (急がないで)
  7. 손해 (損害)
  8. Any Other Man (Feat. 2012 Tour Band Members)
  9. You Don't Know Me (With 이이언)
  10. 바람소리 속에 그대가 (風の音の中にあなたが)
  11. Song For Me

- Gift (Special Album / 2012年12月12日)
  - Reunite(CD1)
    1. Beautiful You
    2. 사람, 사랑
    3. 잘자요 그대
    4. 너 말이야
    5. 우린 참 좋았는데
    6. 도착
    7. 지금 이순간
    8. Pokarekare Ana

  - Reboot(CD2)
    1. 우연히
    2. 겨울비
    3. 첫인상
    4. 그대 내 품에
    5. 나 가거든(if I leave)
    6. 내 낡은 서랍 속의 바다
    7. 이젠 그랬으면 좋겠네
    8. 이브의 경고
    9. 소나기
    10. 그것만이 내 세상
    11. 세노야

  - Parallax Remastered(CD3)
    1. 그렇게 하면 돼
    2. 실감(The Symphonic Mix)
    3. 도시 전설
    4. 미안해
    5. Raindrops
    6. 서두르지 마요
    7. 손해 (損害)
    8. Any Other Man(The Bedroom Mix)
    9. You Don't Know Me(with 이이언)
    10. 바람소리 속에 그대가
    11. Song For Me(The Benny Mix)

  - DVD
    1. 박정현 여덟번째 앨범 [Parallax] 티저
    2. 첫번째 이야기 / 유지상 손해 (損害)
    3. 두번째 이야기 / 몬구 Raindrops
    4. 세번째 이야기 / 강현민(러브홀릭) 바람소리 속에 그대가
    5. 네번째 이야가 / 이이언 You Don't Know Me(with 이이언)
    6. 다섯번째 이야기 / MGR 실감
    7. 여섯번째 이야기 / 황성제 그렇게 하면 돼 & 서두르지 마요
    8. 일곱번째 이야기 / 정석원 도시전설 & Song For Me
    9. 여덟번째 이야기 / 안준영 Any Other Man
    10. 미안해 - Music Video Behind The Scenes
    11. 미안해 - Music Video
    12. 하얀 겨울 - Music Video

### その他
- Disney Animation「MULAN」O.S.T (Korean Version) (1998年)　ムーラン
13. Reflection (韓国語POP Version)
14. Eternal Memory

- 2002 FIFA ワールドカップ公式アルバム SONGS OF KOREA/JAPAN (2002年)
Disk1-2 Voices of KOREA/JAPAN  (Brown Eyes, CHEMISTRY, Lena Park, Sowelu)
Disk2-6 Glorious (Lena Park)

- VOICE OF LOVE〜上を向いて歩こう by VOICE OF LOVE POSSE (2003年)

- JHETT a.k.a.YAKKO FOR AQUARIUS「JHETT」（2005年3月24日）
11. Everything inside of Me feat. Lena Park

- TVドラマ（KBS)「アクシデント・カップル」O.S.T（2009年6月）
第1曲「ただ見守っていて（あのバカ）」（シングルGoldの韓国語版）

- Joosuc（チュソク）5集アルバム“All or Nuthin’”（2010年7月19日）
第8曲 「놀이동산（テーマパーク）」(feat.パク・ジョンヒョン)

- サバイバル 私は歌手だ（MBC歌謡バラエティー番組公式アルバム）（2011年4月26日）
DISC1　第3曲「雨の日の水彩画」
DISC2　第6曲「第一印象」

- 「夢の冬」リナ・パーク＆キム・ヨナ（2011年5月19日デジタル・シングルとして発売）
2018年韓国ピョンチャン冬季五輪誘致のためのデュエット

- サバイバル 私は歌手だ コンテスト1（MBC歌謡バラエティー番組公式アルバム）（2011年6月14日）
DISC1　第6曲「そうだったら良いのに」
DISC2　第6曲「夕立」